# Forcipomyia calotricha
Forcipomyia calotricha är en tvåvingeart som beskrevs av Jean-Jacques Kieffer 1911. Forcipomyia calotricha ingår i släktet Forcipomyia och familjen svidknott. Inga underarter finns listade i Catalogue of Life.